# Гінзбург Євгенія Мойсеївна
Євгенія Мойсеївна Гінзбург (21 вересня 1913 року, м. Рогачов, Могильовська губ., Російська імперія — 5 листопада 2000 р., м. Хмельницький, Україна) — українська філолог, літературознавиця, освітянка. Викладачка Кам'янець-Подільського педагогічного інституту, доцент кафедри зарубіжної літератури.

## Біографія
Євгенія Гінзбург народилася 21 вересня 1913 року в білоруському місті Рогачов.
У 1937 році закінчила філологічний факультет Київського університету. Знала шість мов.
У роки перед німецько-радянською війною працювала викладачкою англійської мови в м.Біла Церква, також зарубіжної літератури в Харкові. Робота над кандидатською дисертацією під керівництвом академіка Олександра Білецького була перервана у зв'язку з початком війни.
З 13 вересня 1944 року Євгенія Гінзбург — викладачка зарубіжної літератури та англійської мови у Кам'янець-Подільському учительському інституті. У цей важкий час вимагала від керівництва закладу поліпшити матеріальний стан студентів, сама відзначалсь чуйним відношенням до молоді, залишаючись вимогливою до знань. Відомий випадок, коли Гінзбург вимушена була поставити низьку оцінку одній з студенток, яка в результаті залишилась без стіпендії і без засобів до існування. І викладачка цілий семестр тайкома допомагала студентці зі своєї зарплати.
10 грудня 1947 року захистила кандидатську дисертацію на тему англійської літератури. Гінзбург стала першим повоєнним кандидатом наук в області.
Була керівницею літературної студії при педінституті. Учасниками студії, на яких мала великий вплив Гінзбург, були майбутня поетеса Наталя Кащук, поет Афанасій Коляновський, Петро Фаренюк.
У 1970 році вийшла на пенсію, але продовжувала працювати.
Євгенія Гінзбург стояла біля витоків створення у 1989 році ГО Хмельницька єврейська община «Тхія» («Відродження»), була лекторкою об'єднання. Її лекції збирали повні зали слухачів.
Померла 5 листопада 2000 року у м. Хмельницький, де й похована.

## Пам'ять
2005 року вийшла друком збірка спогадів про Євгенію Гінзбург «Легенда подільської філології: Євгенія Гінзбург — педагог, учений, літературознавець».

## Вплив
Справила великий вплив на українську поетесу, письменницю Наталію Кащук, яка називала Євгенію Гінзбург своєю духовною матір'ю. У 1956 році саме за сприяння Гінзбург вірші Наталі Кащук були перший раз надруковані у пресі: в літературно-художньому альманасі «Кам'янець-Подільський». Зберіглися численні листи Наталії Кащук до Євгенії Гінзбург.